# Chas Newby
Charles "Chas" Newby (Liverpool, 18 de junho de 1941 – Londres, 22 de maio de 2023) foi um músico britânico que foi brevemente o baixista dos Beatles por vários shows em dezembro de 1960, enquanto Stuart Sutcliffe ainda estava em Hamburgo focando em sua carreira artística.
Sua morte foi anunciada em 22 de maio de 2023.

## Carreira
Quando os Beatles voltaram da Alemanha Ocidental pela primeira vez, eles estavam sem baixista. Pete Best sugeriu Chas Newby. Newby tinha estado com The Black Jacks (grupo de Pete Best), e agora estava frequentando a universidade; no entanto, ele estava de férias, e por isso concordou em tocar com os Beatles.
Newby apareceu com os Beatles para quatro compromissos em dezembro de 1960 (17 de dezembro, Casbah Club, Liverpool; 24 de dezembro, Grosvenor Ballroom, Liscard; 27 de dezembro, Litherland Town Hall; 31 de dezembro, Casbah Club). John Lennon pediu-lhe para ir à Alemanha Ocidental para a segunda viagem dos Beatles, mas Newby optou por voltar para a universidade. Depois que Lennon e George Harrison se recusaram a mudar para o baixo, Paul McCartney, que anteriormente tocava guitarra e piano, relutantemente se tornou o baixista da banda.

## Vida pessoal
Newby ensinou matemática na Droitwich Spa High School em Droitwich Spa e vivia em Alcester, onde tocava em um grupo de caridade, os Racketts. Desde 2016, Newby se apresentava como integrante do Quarrymen, banda que foi precursora dos Beatles.